# Turf (film)
Pour les articles homonymes, voir Turf.
Pour plus de détails, voir Fiche technique et Distribution.
Turf est une comédie française de Fabien Onteniente sortie le 13 février 2013 avec dans les rôles principaux Alain Chabat, Édouard Baer et Gérard Depardieu,,,,.

## Synopsis
Quatre turfistes achètent un cheval et tournent entre Paris, la Normandie et Monaco.

## Fiche technique
- Titre : Turf
- Réalisation : Fabien Onteniente
- Scénario : Pierre Bénichou, Emmanuel Booz, Philippe Guillard, Fabien Onteniente
- Musique : Jean-Yves D'Angelo
- Costumes : Jacqueline Bouchard
- Production : Alain Chabat
- Société de production : Chez Wam
- Société de distribution : Pathé (France et Suisse)
- Budget : 23 000 000 €[6]
- Pays d’origine :  France
- Langue : français
- Format : couleur - 2,35:1
- Genre : comédie
- Durée :  102 minutes
- Dates de sortie[7] :
  - France : 13 février 2013

## Distribution
- Alain Chabat : Nikos Fivos, dit « le Grec »
- Édouard Baer : Freddy
- Lucien Jean-Baptiste : Fortuné
- Philippe Duquesne : Fifi
- Vahina Giocante : Banette Delgado
- Sergi López : M. Delgado, l'entraîneur
- Gérard Depardieu : M. Paul
- Helena Noguerra : Christine, la femme de Nikos
- Xavier Beauvois : le commissaire Dubiton
- Dave Wong : M. Li
- Quentin Merabet : William, le fils de Freddy
- Sonia Jean-Baptiste : une turfiste
- Pierre Bénichou : un turfiste
- Marthe Villalonga : Mme Garcia, la mère de Fifi
- Nanou Garcia : Mme Marquez
- Nozha Khouadra : Monique
- Alex Lutz : le baron de Sonneville
- Patrick Ligardes : le superviseur IJET
- Jérôme Commandeur : Jean-Bruno
- Sébastien Castro : Mickey, le vendeur de pianos
- Rolland Courbis : lui-même
- Abbes Zahmani : Maurice
- Charles Gérard : Casquette
- Valéry Zeitoun : M. Beretta
- Cristiana Reali : la femme élégante
- Thierry Roland : lui-même
- Laurent Broomhead : le journaliste d'Equidia
- Sophie Thalmann : la journaliste d'Equidia
- Pierre Ménès : l'invité du plateau d'Equidia
- Frigide Barjot : une invitée Soirée gagnants
- Nikos Aliagas : l'animateur Soirée gagnants

## Box-office
Turf fait un flop, avec seulement 380 000 entrées en France.

## Réception critique
Turf, étrillé par la presse, est reçu encore plus négativement par le public. Pour Ouest-France, le film est du « cinéma vieillot dans son esprit, son humour, son propos et plan-plan dans sa mise en scène qui avance au ralenti dans le monde des courses en laissant la bride sur le cou à ses interprètes. ». Le critique du Monde affirme quant à lui : « avec un scénario aussi convenu, Turf sera sans doute diffusé à une heure de grande écoute sur une chaîne privée, et les enfants de 2014 connaîtront le confortable ennui qui berçait leurs parents au temps du Général ».
Dans un numéro de la reprise de l'émission de jeu Burger Quiz présentée par Alain Chabat, l'acteur Édouard Baer lui déclare : « Ah ! On n'a pas tourné que des chefs-d'œuvre ! », alors que Turf était le sujet d'une des questions.